# خوان کارلوس کولمن
خوان کارلوس کولمن (انگلیسی: Juan Carlos Colmán; ۱۵ دسامبر ۱۹۲۲ – ۲۱ سپتامبر ۱۹۹۹) بازیکن فوتبال اهل آرژانتین بود.
از باشگاه‌هایی که در آن بازی کرده‌است می‌توان به باشگاه فوتبال نیولز اولد بویز و باشگاه فوتبال بوکا جونیورز اشاره کرد.
وی همچنین در تیم ملی فوتبال آرژانتین بازی کرده‌است.